# Joseph-Ernest Grégoire
Pour les articles homonymes, voir Ernest Grégoire.
Joseph-Ernest Grégoire, né le 31 juillet 1886 à Disraeli et mort le 17 septembre 1980 à Québec, est un avocat, professeur et homme politique québécois.  Il est maire de Québec du 1er mars 1934 au 1er mars 1938 et député de Montmagny à l'Assemblée législative du Québec de 1935 à 1939.

## Biographie

### Jeunesse et études
Il est le fils d'Alfred Grégoire, marchand, et de Georgiana Frappier,.  Lors d'un accident dans sa jeunesse, il perd le bras droit.  Il étudie au  collège Saint-Charles-Borromée à Sherbrooke, à l'Université Laval, à l'université de Lille, où il obtient un diplôme supérieur de français (1913), et à l'université catholique de Louvain, où il est diplômé en sciences politiques et diplomatiques (1913) et en sciences politiques et sociales (1914). Il épouse Germaine Bolduc le 28 juin 1922.  Il est admis au Barreau du Québec en 1920 ou 1923.

### Carrière
Il est professeur d'économie politique à l'université Laval de 1932 à 1938 ainsi qu'à l'Académie commerciale de Québec. Il pratique comme avocat à Québec de 1938 à 1966,.

#### Maire de Québec
Il est élu maire de Québec lors de l'élection municipale du 19 février 1934, l'emportant sur Pierre Bertrand par 2071 votes.  Il réclame auprès de la Commission de l'électricité du Québec l'annulation du contrat conclu en 1933 qui lie la ville à la compagnie d'électricité Quebec Power et le pouvoir pour la ville de municipaliser cette compagnie.  Il est réélu maire lors de l'élection du 17 février 1936.  En 1936, il déclenche une enquête sur la situation financière de la ville.  Il se représente à la mairie lors de l'élection du 21 février 1938 mais il est défait par Lucien Borne.

#### Politique provinciale

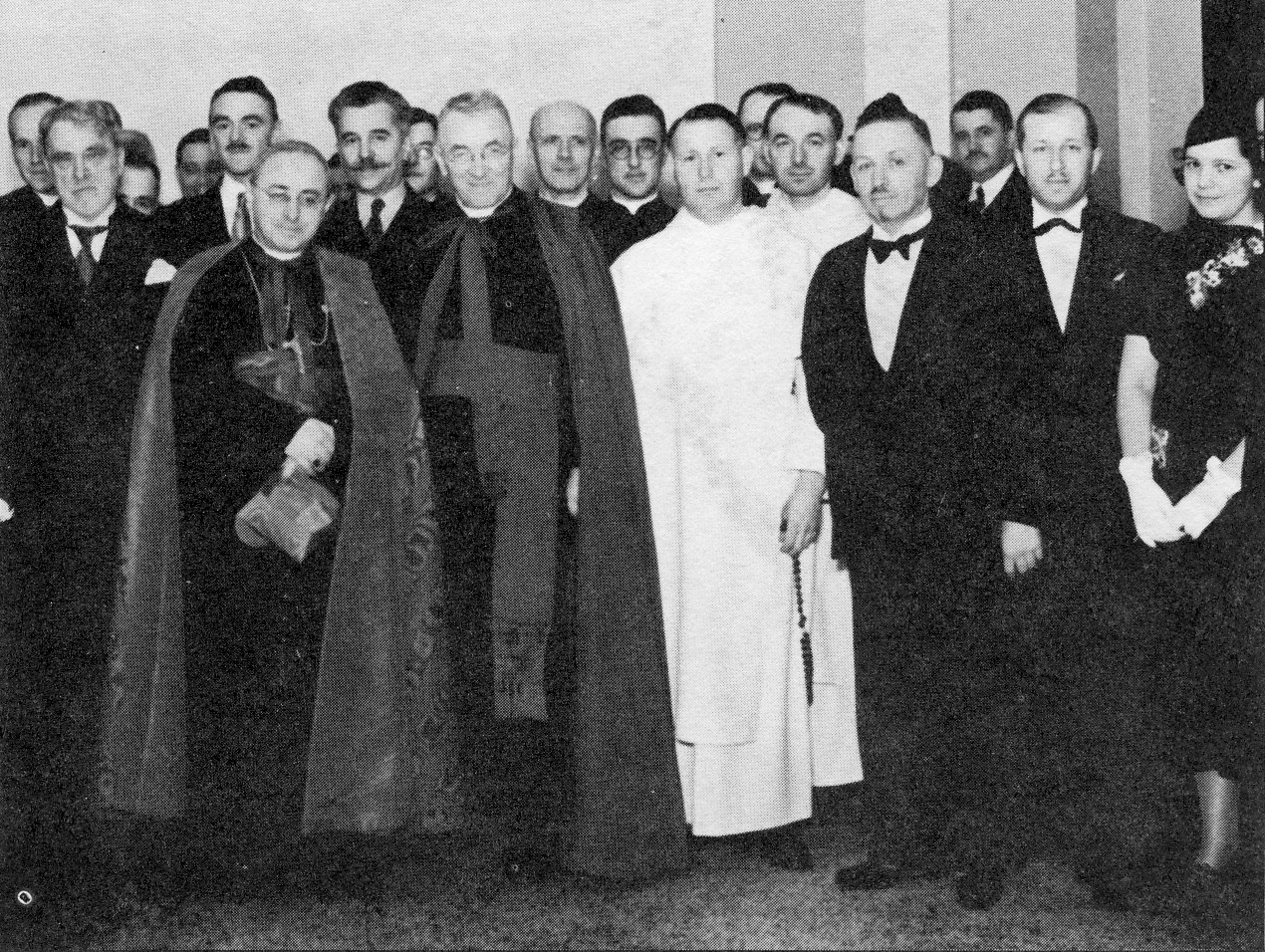
En 1938, lors de l'annonce de la fondation de l'école des sciences sociales de l'université Laval

En 1934, il est l'un des fondateurs de l'Action libérale nationale.  Lors de l'élection générale québécoise de 1935, il est candidat de l'Action libérale nationale et est élu député de la circonscription de Montmagny à l'Assemblée nationale.  Il est réélu lors de l'élection générale de 1936 comme candidat de l'Union nationale.  En 1937, avec d'autres dissidents de l'Union nationale, il participe à la fondation de l'éphémère Parti national. En 1938, il assiste au premier congrès provincial du Crédit social, à Saint-Hyacinthe, et adhère à la doctrine du crédit social.  Il ne se représente pas comme député lors de l'élection générale de 1939.
En 1944, il devient vice-président de l'Association du crédit social du Canada.  Il est candidat défait pour l'Union des électeurs lors d'une élection partielle dans la circonscription de Beauce en 1945 et en 1948 lors de l'élection dans la circonscription de Saint-Maurice.
Il est inhumé au cimetière Notre-Dame-de-Belmont à Québec.
Il est le père de l'homme politique Gilles Grégoire (1926-2006).

## Hommages et distinctions
- Il est fait chevalier de la Légion d'honneur (France, août 1934) et commandeur de l'ordre de l'Empire britannique (janvier 1935)[4],[1].

## Archives
- Le fonds d'archives de J.-Ernest Grégoire est conservé au centre d'archives de Québec de Bibliothèque et Archives nationales du Québec[5].